# Brioloto de Balneo

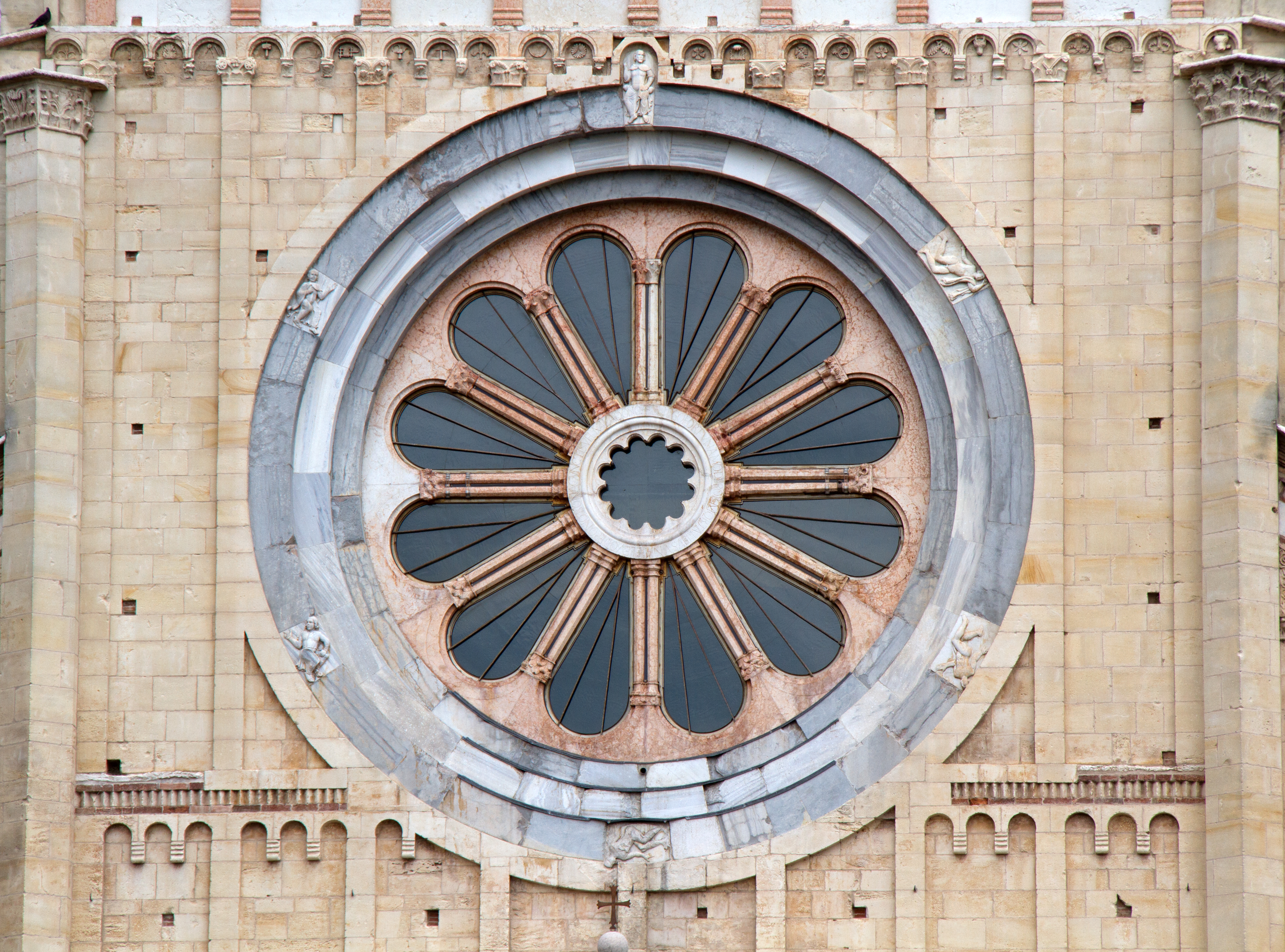
La "Ruota della Fortuna", basilica di San Zeno a Verona.

Brioloto de Balneo (o Brioloto a Balneo) (XII secolo – 1225) è stato uno scultore e architetto italiano attivo a Verona.

## Biografia
Poco si conosce della vita di Brioloto. A lui è attribuito il rosone, detto "Ruota della Fortuna" ("fortuna" deve essere intesa come "destino", dal termine latino) e collocabile intorno al 1189, della facciata della basilica di San Zeno a Verona, come attestato da un'iscrizione posta nella navata destra della stessa chiesa. Si presume che dovette aver svolto anche il compito di architetto per tale fabbrica e che sia l'autore degli archetti pensili che formano la cornice del tetto della basilica. Dovette compiere diverse altre opere in città in quanto vi si trasferì. A lui, o ad un suo allievo, sono assegnate anche sei delle otto scene scolpite sulla vasca battesimale della chiesa di San Giovanni in Fonte (Annuncio ai pastori, Adorazione dei Magi, Erode che comanda la strage, Strage degli innocenti, Fuga in Egitto, Battesimo di Gesù) e la figura di un uomo su plinto e oggi conservata al museo di Castelvecchio. Morì prima del 1º gennaio 1226, poiché un documento di quell'anno cita un certo «Ognabene del fu maestro Brigoloto».